# La Chapelle-Thireuil
La Chapelle-Thireuil is een plaats en voormalige gemeente in het Franse departement Deux-Sèvres in de regio Nouvelle-Aquitaine en telt 452 inwoners (1999). De plaats maakt deel uit van het arrondissement Niort.

## Geschiedenis
La Chapelle-Thireuil is op 1 januari 2019 gefuseerd met de gemeente Le Beugnon tot de gemeente Beugnon-Thireuil. 

## Geografie
De oppervlakte van La Chapelle-Thireuil bedraagt 16,9 km², de bevolkingsdichtheid is 26,7 inwoners per km².
De onderstaande kaart toont de ligging van La Chapelle-Thireuil met de belangrijkste infrastructuur en aangrenzende gemeenten.

## Demografie
Onderstaande figuur toont het verloop van het inwonertal.